# شهرداری سقز
شهرداری سقز مؤسسه عمومی غیردولتی است که در ۱۳۱۴ خورشیدی با نام بلدیه ولایت کردستان، افتتاح و مسئول رسیدگی به امورات شهر سقز گردید. مسئولیت اداره این سازمان با شهردار سقز است که پس از فعال شدن شوراهای شهر در سراسر کشور، از طریق آرای شورای شهر سقز انتخاب می‌شود. ساختمان شهرداری سقز از جمله ساختمان‌های قدیمی شهر است که در حال حاضر بازسازی گردیده‌است. شهردار کنونی سقز از ۲۱ مهر ۱۴۰۰ ارسطو گویلی است. با توجه به روند تدریجی تشکیل شهرستان سقز، در ابتدا بلدیه‌ها از سال ۱۳۱۶ شروع به کار نمودند. در سال ۱۳۲۵ شمسی این شهرستان با تقسیمات کنونی در استان کردستان تشکیل گردید و روند فعالیت شهرداری سقز از سال ۱۳۳۲ به‌صورت سازمانی مدرن متحول گردید.

## فهرست شهرداران سقز[۹]
| ردیف | نام                    | انتصاب                       |
| ---- | ---------------------- | ---------------------------- |
| ۱    | هاشم قادر نژاد         | ۱۳۳۶                         |
| ۲    | علی سلیمانی            | ۱۳۳۸                         |
| ۳    | محمد علی وکیلی         | از ۱۳۴۱/۱/۲۳ تا ۱۳۴۱/۱۲/۱۳   |
| ۴    | یدالله رضوانی          | ۱۳۴۴/۱۲/۲۱                   |
| ۵    | محمد انوری             | ۱۳۴۶ تا ۱۳۵۰                 |
| ۶    | غلامعلی مختاری         | ۱۳۵۰ تا ۱۳۵۱                 |
| ۷    | علوی طبائی             | ۱۳۵۱ تا ۱۳۵۲                 |
| ۸    | ایرج فرزانه فروزان     | ۱۳۵۲ تا۱۳۵۳                  |
| ۹    | حسین حسینی             | ۱۳۵۳ تا ۱۳۵۵                 |
| ۱۰   | سعید طاهری             | ۱۳۵۵ تا ۱۳۵۶                 |
| ۱۱   | سیف‌الله اردلان         | ۱۳۵۵ تا ۱۳۵۶                 |
| ۱۲   | مصطفی کاوه             | ۱۳۵۶                         |
| ۱۳   | محمد مردوخی            | ۱۳۵۷ تا ۱۳۵۷                 |
| ۱۴   | هاشم قادرنژاد          | ۱۳۵۷                         |
| ۱۵   | محمد ضرغامی            | ۱۳۵۷ تا ۱۳۵۹                 |
| ۱۶   | محمد سعید نیلوفری      | ۱۳۵۹ تا ۱۳۵۹                 |
| ۱۷   | محمد قاسم فتحی         | ۱۳۵۹                         |
| ۱۸   | اکبر سیفی              | ۱۳۶۰                         |
| ۱۹   | هادی درفشی             | ۱۳۶۱ فرماندار و وکیل شهرداری |
| ۲۰   | سید جواد موسوی         | ۱۳۶۱                         |
| ۲۱   | سید علیرضا میر محمدعلی | ۱۳۶۴ تا ۱۳۶۶                 |
| ۲۲   | سید احمد مدرس          | ۱۳۶۶                         |
| ۲۳   | جعفر حبیب زاده         | ۱۳۶۷                         |
| ۲۴   | سید علیرضا میر محمدعلی | ۱۳۶۸ تا ۱۳۷۱                 |
| ۲۵   | سعید صبری              | ۱۳۷۲                         |
| ۲۶   | فایق ادمی              | ۱۳۷۲ تا ۱۳۷۵                 |
| ۲۷   | عبدالرحمن اباذری       | ۱۳۷۵ تا ۱۳۷۸                 |
| ۲۸   | امیر قادری             | ۱۳۷۸ تا ۱۳۸۲                 |
| ۲۹   | جعفر توان              | ۱۳۸۲ تا ۱۳۸۶                 |
| ۳۰   | عثمان رحیمی            | ۱۳۸۶ تا ۱۳۹۲                 |
| ۳۱   | ضیاالدین نعمانی        | ۱۳۹۲ تا ۱۳۹۶                 |
| ۳۲   | چیاصالحی بابامیری      | از آبان ۱۳۹۶ تا آذر ۱۳۹۸     |
| ۳۳   | رشید میرحسامی          | ۱۳۹۹                         |
| ۳۴   | ارسطو گویلی            | ۱۴۰۰                         |

## ساختار سازمانی

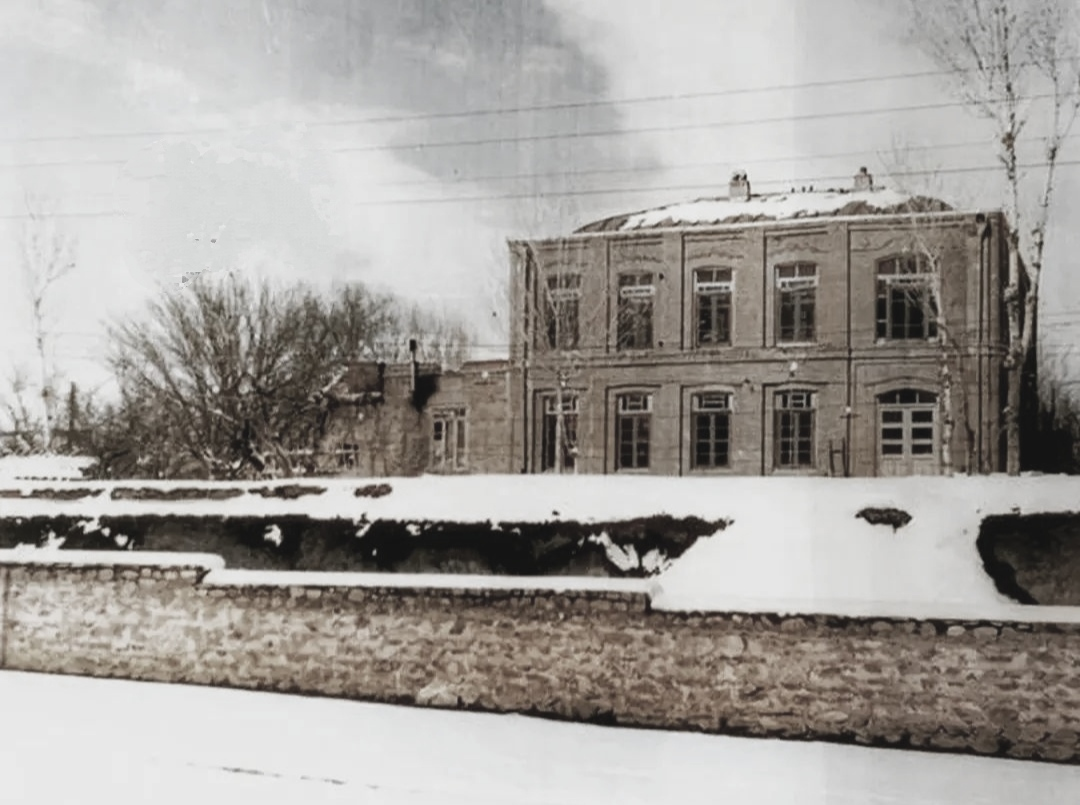
ساختمان قدیمی شهرداری سقز در دهه چهل

- معاونت مالی واداری
- معاونت خدمات شهری
- معاونت عمرانی
- معاونت شهرسازی
- سازمان آتش‌نشانی و خدمات ایمنی
- سازمان حمل و نقل
- سازمان اتوبوسرانی
- سازمان مشاغل شهری
- شهرداری‌های نواحی

## مناطق
شهرداری سقز، شامل یک منطقه و ۳ ناحیه است که مسئول اداره هر ناحیه توسط شهردار سقز انتخاب و فعالیت می‌کند.از سال ۱۳۸۷ به بعد به ترتیب نواحی سه ، دو و یک جمع آوری گردیده و در یک واحد سازمانی به نام معاونت شهرسازی تجمیع و با هدف یکپارچه سازی در مدیریت ساخت و ساز شهری ادغام گردیده است.

## ساختمان شهرداری سقز
ساختمان شهرداری سقز از همان ابتدا در خیابان رسالت و نزدیک به بیمارستان امام ساخته و چندین بار نوسازی گردیده‌است. این بنا که اولین ساختمان شهرداری در شهر سقز است، در دو طبقه ساخته شده و از فضاهای مختلفی برخوردار است. در نمای این ساختمان ترکیبی از سنگ و آجر به کار رفته‌است. این ساختمان در زمان دولت محمد مصدق ساخته شده‌است.